# Ferretti (equipo ciclista)
El equipo Ferretti fue un equipo ciclista italiano, de ciclismo en ruta que compitió entre 1969 y 1972. Su éxito más importante fue el Giro de Italia 1971 conseguido por Gösta Pettersson.

## Corredor mejor clasificado en las Grandes Vueltas
| Año  | Giro de Italia              | Tour de Francia      | Vuelta a España |
| ---- | --------------------------- | -------------------- | --------------- |
| 1969 | 38.º Albert Van Vlierberghe | -                    | -               |
| 1970 | 6.º Gösta Pettersson        | 3.º Gösta Pettersson | -               |
| 1971 | 1.º Gösta Pettersson        | 19.º Mauro Simonetti | -               |
| 1972 | 6.º Gösta Pettersson        | -                    | -               |

## Principales resultados
- Coppa Sabatini: Romano Tumellero (1969), Gösta Pettersson (1970)
- Trofeo Baracchi: Gösta Pettersson y Tomas Pettersson (1970)
- Tour de Romandía: Gösta Pettersson (1970)
- Gran Premio Ciudad de Camaiore: Mauro Simonetti (1970)
- Tirrena-Adriàtica: Italo Zilioli (1971)
- Giro de los Apeninos: Gösta Pettersson (1971)
- Trofeo Matteotti: Wilmo Francioni (1971)
- Gran Premio de la Villa de Zottegem: Albert van Vlierberghe (1971)
- Trofeo Laigueglia: Italo Zilioli (1971), Wilmo Francioni (1972)
- Coppa Agostoni: Mauro Simonetti (1972)
- Gran Premio de la Industria y el Comercio de Prato: Tino Conti (1972)

### A las grandes vueltas
- Giro de Italia
  - 4 participaciones (1969, 1970, 1971, 1972)
  - 8 victorias de etapa:
    - 1 el 1969: Albert Van Vlierberghe
    - 2 el 1971: Gösta Pettersson, Lino Farisato
    - 5 el 1972: Gianni Motta, Wilmo Francioni (2), Gösta Pettersson, Albert Van Vlierberghe

  - 1 clasificación finales:
    - Gösta Pettersson (1)

  - 0 clasificaciones secundarias:

- Tour de Francia
  - 2 participaciones (1970, 1971)
  - 3 victorias de etapa:
    - 1 el 1970: Albert Van Vlierberghe
    - 2 el 1971: Albert Van Vlierberghe, Mauro Simonetti

  - 0 clasificación finales:
  - 0 clasificaciones secundarias:

- Vuelta a España
  - 0 participaciones